# Zhoda, Dolînska
Zhoda (în ucraineană Згода) este un sat în comuna Bohdanivka din raionul Dolînska, regiunea Kirovohrad, Ucraina.

## Demografie
Componența lingvistică a localității Zhoda
     Ucraineană (95,4%)
     Rusă (4,6%)
Conform recensământului din 2001, majoritatea populației localității Zhoda era vorbitoare de ucraineană (95,4%), existând în minoritate și vorbitori de rusă (4,6%).